# جرم مشهود
الجرم المشهود هو الجرم الذي يضبط أثناء وقوعه أو فور وقوعه، وتكون أدلته ظاهرة بادية للعيان، ومظنّة احتمال الخطأ فيه ضعيفة، ويقبض على فاعله متلبساً بفعله.

## التعريف القانوني
عرف قانون أصول المحاكمات الجزائية السوري الجرم المشهود بأنه: الجرم الذي يشاهد حال ارتكابه أو عند الانتهاء من ارتكابه. وأضاف يلحق به أيضاً الجرائم التي يقبض على مرتكبيها بناء على صراخ الناس أو يضبط معهم أشياء أو أسلحة أو أوراق يستدل منها أنهم فاعلو الجرم وذلك في الأربع والعشرين ساعة من وقوع الجرم، وهذا التعريف مستمد من التشريع الفرنسي القديم. أتى قانون أصول  المحاكمات الجزائية الفرنسي الجديد على التعريف نفسه ولكنه يشترط مدة الأربع والعشرين ساعة من وقوع الجرم في الحالة الأخيرة مادة 53/ف 2 قانون الأصول الجزائية الفرنسي، وقد ألحق المشرع الفرنسي بحالة الجرم المشهود الجرم الذي يحدث داخل منزل (وإن لم يكن مشهوداً) لكن إذا طلب صاحب المنزل من الشرطة أو النيابة العامة التدخل والقيام بضبط الجرم لديه، عندها يعتبر مشتبهاً بالجرم المشهود وتتم الإجراءات على أنه جرم مشهود، وتنطبق هذه الحالة غالباً على الجرائم التي يكتشفها صاحب المنزل بعد غياب طويل عن منزله مثل اكتشافه منزل الاصطياف مسروقاً.

## عناصر الجرم المشهود
يمكن تحليل الجرم المشهود (حسب أحدث نظرية مطروحة) إلى عنصرين أساسيين: عنصر الدليل الظاهر أو الملموس وعنصر الزمن.
أما عنصر الدليل الظاهر أو الملموس فهو الشيء الذي يلفت الانتباه، وذلك عندما نلاحظ أحد ركاب الحافلة يدس يده في جيب أو حقيبة شخص آخر، فعملية الرؤية هنا هي الدليل الحسي على الجرم، وبه يصبح مشهوداً. أو رؤية السيارة المسروقة يقودها السارق، فالمؤشر والدليل هنا إما أن يكون بصرياً مرئياً، أو سمعياً، لدى سماع طلقات نارية قريبة أو سماع صراخ استغاثة، 
وعندما يشم رجل المرور رائحة الكحول من فم السائق فيكون الدليل بحاسة الشم، وعند قيام موظف المطار بتفتيش ثياب أحد الركاب، ويعثر على سلاح تحت ملابسه، يكون الدليل الظاهر بحاسة اللمس، وكذلك حاسة الذوق قد تظهر الدليل على جرم غش الأطعمة أو فسادها في أحد المطاعم، ويمكن إضافة التحليل في المختبر للمادة المضبوطة.
لذلك يعد عنصر الدليل المحسوس هو الأهم، ويأتي بعده عنصر زمن التلبس، وفي الحالة المثالية للجرم المشهود (اليد في الجيب) يكون عنصر الزمن حاضراً في أجلى صورته، وهو تزامن ارتكاب الفعل واكتشافه. أما في الحالات الأخرى فيكون أكثر بقليل في الجرم الذي يكتشف بعد الانتهاء من ارتكابه. ويطول زمن التلبس. في الحالات التي يعثر على فاعلها خلال أربع وعشرين ساعة أو حتى خلال مدة قصيرة، وهو يحمل المسروقات أو على ثيابه آثار دم الضحية أو السلاح الذي ارتكب به الجرم، أو آثار الدقيق المسروق.

## تصنيف الجرائم المشهودة
يمكن تصنيف الجرائم المشهودة إلى نوعين: جرائم ظاهرة وجرائم خفية. الجرائم الظاهرة: هي تلك التي يسهل ضبطها حيث ترتكب في أماكن عامة، ويمكن ملاحظتها. ويتم ضبطها بطريق المشاهدة أو السمع أو غيرها من الحواس، أفي ثناء أو بعد ارتكابها. جرم القتل الذي يشاهد في أثناء وقوعه والدم ينزف من الضحية هو جرم مشهود ومثله جرم السرقة حين يلاحظ الحارس الليلي السارق يتسلق الجدار. أو عندما يستيقظ أحدهم وينظر من نافذته ويجد السيارة مسروقة. أما الجرائم الخفية: فتتميز بانعدام العلنية، فهي أنواع من الأفعال المحرمة، لكنها ترتكب خلف الجدران، والمخابئ، مثل جرم الزنا وجرم تهريب المخدرات، وتنفذ بطريقة لاتلفت الانتباه، مثل جرائم النشل، أو حمل سلاح غير مرخص. إن طبيعة الفعل من حيث المبدأ واحدة، إلا أن ظروف ارتكابها تختلف عن ارتكاب الجرم بشكل ظاهر، وعادة الجرائم الخفية هي جرائم مستمرة أو متكررة تمارس خلف حاجز يحميه القانون مثل تزييف العملة داخل المنزل. مع حرمة المنازل التي يحميها القانون، فتختلف بذلك طريقة اكتشافها. وتعد الجرائم الخفية من أكثر الجرائم خطورة على المجتمع وعلى الفرد، لذلك يحتاج المشرع وأجهزة الضابطة إلى أساليب فعالة من أجل ضبطها بحالة التلبس.

## آثار الجرم المشهود
عند ضبط أي فعل بالجرم المشهود، نظراً لكونه واضحاً، والفاعل معروف، أو تم القبض عليه، تتسع سلطات الضابطة العدلية حتى الفرد العادي يتمتع بصلاحية ضبط الجرم المشهود. وهذه الحالة تبرر الخروج عن القواعد العامة في إجراءات البحث وفي إجراءات المحاكمة.
توسيع إجراءات البحث
تكتسب الضابطة العدلية (الشرطة) صلاحيات استثنائية تشبه إلى حد بعيد صلاحيات قاضي التحقيق، مثل منع الحاضرين من الابتعاد عن مكان الجرم، وتطويق المنطقة، وسماع الشهود، وجمع آثار الجريمة وضبطها، وتوقيف أي شخص يشتبه بأنه فاعل الجرم واستجوابه وإيداعه النظارة، وإن احتاج الأمر يتم إجراء الخبرة على أدوات أو مكان الجرم وذلك عن طريق مخابر الأمن الجنائي، الطلقات النارية، آثار الدم، البصمات،الكلاب البوليسية، وتفتيش منزل الفاعل. وعندما تجتمع هذه العناصر ضد الشخص المشبوه يقدم للقضاء.